# Daniel Haseloff

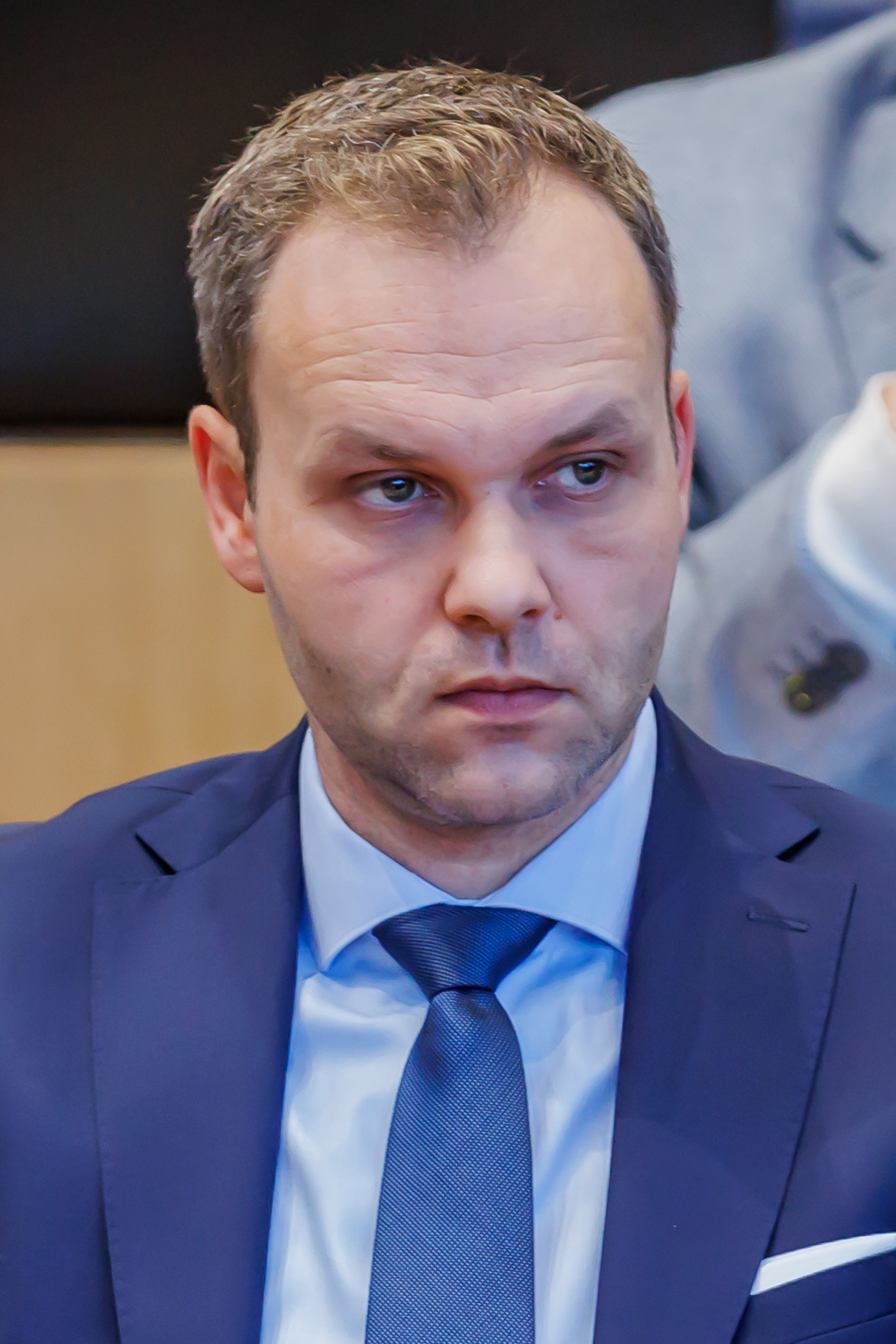
Haseloff (2024)

Daniel Haseloff (* 7. Juni 1988 in Heilbad Heiligenstadt) ist ein deutscher Politiker (AfD). Er ist seit 2024 Mitglied des Thüringer Landtags.

## Leben
Haseloff absolvierte von 2005 bis 2008 eine Ausbildung zum Fliesen-, Platten- und Mosaikleger und ist seit 2013 als selbständiger Fliesenleger tätig. Ab 2021 arbeitete er im Büro des Thüringer Landtagsabgeordneten Stefan Möller. Er wohnt in Heilbad Heiligenstadt, ist ledig und hat ein Kind.
2020 wurde Haseloff in den Vorstand der AfD Thüringen gewählt. Bei den Kommunalwahlen in Thüringen 2024 zog er in den Kreistag des Landkreises Eichsfeld sowie in den Stadtrat von Heilbad Heiligenstadt ein. Bei der Landtagswahl in Thüringen am 1. September 2024 gelang Haseloff als direkt gewählter Abgeordneter im Wahlkreis Sömmerda I – Gotha III der Einzug in den Thüringer Landtag, wo er zum stellvertretenden Vorsitzenden der AfD-Fraktion gewählt wurde.